# Prelátův pramen
Prelátův pramen leží v Pottově údolí a jeho minerální vody jsou nejníže položenými prameny Mariánských Lázní. Zdejší slabě mineralizovaná kyselka je složením podobná Ambrožovým pramenům. Původní jímaní bylo v roce 1920 prohloubeno do hloubky 6 metrů a pramen byl následně vyveden pro uhličité koupele v lázních a také do přepadu v nově postaveném altánu.
Otevírací doba: Pramen je volně přístupný.

## Historie

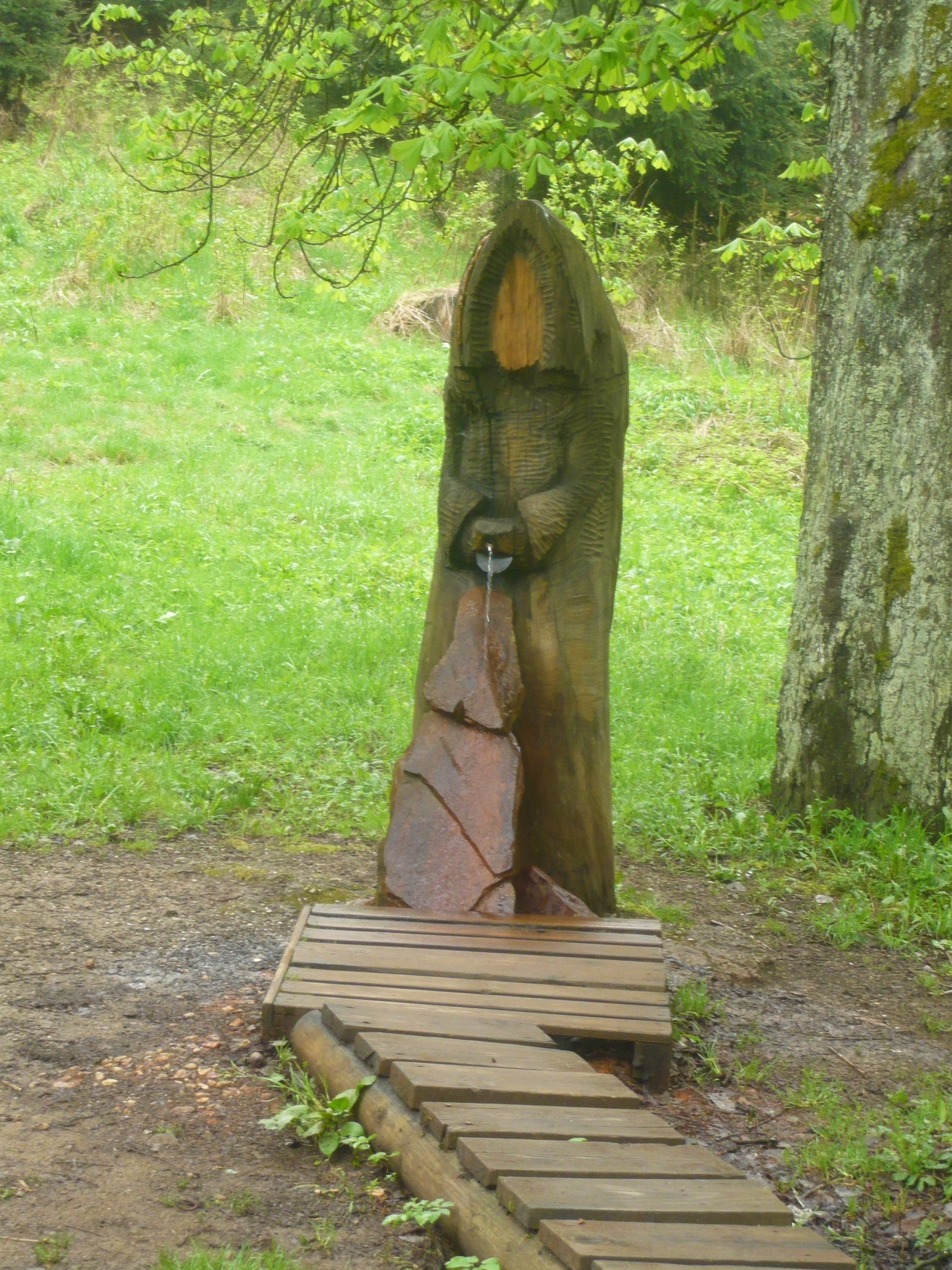
Prelátův pramen – vývěr

Původní pramen vyvěral z pařezu a jeho první úprava byla v roce 1890. Postupem času bylo jímání pramene následkem nízkého toku zrušeno. Až v roce 1984 po rekonstrukci pavilónku byl opakován pokus o zpřístupnění kyselky, ale po poškození pramen znovu přestal téct. Až v roce 2008 za pomoci čerpadla, pramen vytéká ze studny č. 5, ze dřevěné sochy stojící kousek od pavilonu. V sousedství původního pavilonu je pro veřejnost zbudovaný krásný přírodní areál s atrakcemi pro děti. Původní název byl pramen Potta, podle údolí, v němž se nachází. Dnešní název má až od r. 1902, kdy ho díky zásluze preláta Gilberta Helmera získal tepelský klášter.